# Monistrol-d'Allier
Monistrol-d'Allier is een gemeente in het Franse departement Haute-Loire (regio Auvergne-Rhône-Alpes) en telt 222 inwoners (2004). De plaats maakt deel uit van het arrondissement Brioude.

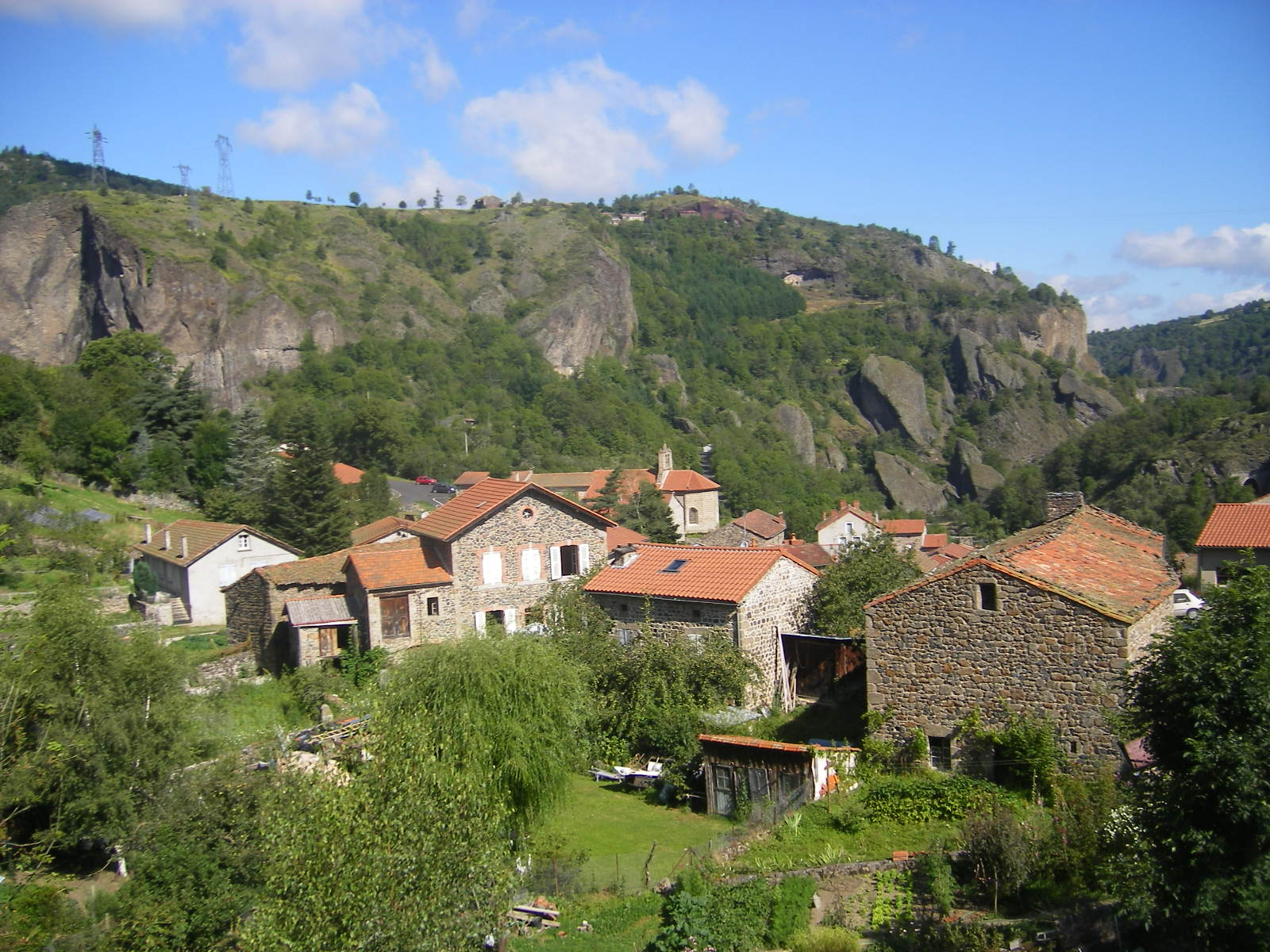

## Geografie
De oppervlakte van Monistrol-d'Allier bedraagt 28,4 km², de bevolkingsdichtheid is 7,8 inwoners per km².
De onderstaande kaart toont de ligging van Monistrol-d'Allier met de belangrijkste infrastructuur en aangrenzende gemeenten.

## Demografie
Onderstaande figuur toont het verloop van het inwonertal (bron: INSEE-tellingen).